# Valerio Magrelli
Valerio Magrelli (Roma, 10 gennaio 1957) è un poeta, scrittore, francesista, traduttore e critico letterario italiano.
Laureato in filosofia presso l'Università degli Studi di Roma, è un esperto di letteratura francese, materia che insegna presso l'Università degli Studi Roma Tre. All'età di ventitré anni debuttò come autore con una raccolta di poesie dal titolo Ora serrata retinae.

## Biografia
Dopo aver frequentato il Liceo Sperimentale della Bufalotta di Roma, si è laureato in Filosofia all'Università di Roma, per poi intraprendere la carriera universitaria: ha insegnato Lingua e letteratura francese all'Università di Pisa e all'Università di Cassino.
Ha tradotto autori francesi come Stéphane Mallarmé, Paul Valéry, Paul Verlaine, Roland Barthes. Ha diretto in passato una collana di poesia per l'editore Guanda, prima di passare a dirigere (1993) per Einaudi una serie trilingue riguardante la collana Scrittori tradotti da scrittori. Nel 1996, il Presidente della Repubblica Oscar Luigi Scalfaro gli ha conferito il Premio nazionale per la traduzione.
Nel 2011, ha pubblicato per Einaudi Il Sessantotto realizzato da Mediaset, un'opera in forma di dialogo (il sottotitolo è Un dialogo agli Inferi), in cui un poeta, "Il Tenerissimo", si confronta con Niccolò Machiavelli sullo stato della nazione italiana: gli eventi cruciali della Storia dell'Italia repubblicana sono passati sotto esame fino alla Seconda repubblica, in cui - è questa la tesi di arrivo del libro - l'era della politica berlusconiana, dei berluscones e del berlusconismo decreta il compiersi delle aspirazioni e delle istanze che serpeggiavano nel Sessantotto e nella contestazione giovanile italiana.
Magrelli collabora con il quotidiano La Repubblica; contribuisce anche alle pagine culturali di diversi quotidiani e riviste italiane fra cui Il Messaggero, l'Unità, Domani, Diario, Avvenire, la rivista ufficiale della SIAE Viva Verdi e altrove.
Nel settembre 2015, in collaborazione con Corrado Augias, ha realizzato un'opera in DVD (settimanalmente in edicola con La Repubblica), dedicata ai maggiori poeti italiani.
Magrelli ha ricevuto molti riconoscimenti, in particolare, nel 2002 l'Accademia Nazionale dei Lincei gli ha conferito il Premio Antonio Feltrinelli per la poesia. Le sue opere sono state tradotte, fra le altre, in lingua inglese, francese, spagnola, serba e croata.

## Opere

### Libri
- Ora serrata retinae (Feltrinelli, 1980, con prefazione di Enzo Siciliano)
- Nature e venature (Mondadori, 1987) ISBN 88-04-29911-8
- Esercizi di tiptologia (Mondadori, 1992) ISBN 88-04-35584-0, raccolti insieme con Ora serrata retinae e Nature e venature nella collezione
- Poesie (1980-1992) e altre poesie (Einaudi, 1996) ISBN 88-06-14080-9
- Didascalie per la lettura di un giornale (Einaudi, 1999) ISBN 88-06-15148-7
- Nel condominio di carne (Einaudi, 2003), ISBN 88-06-16667-0
- Disturbi del sistema binario (Einaudi, 2006) ISBN 88-06-18213-7
- La vicevita. Treni e viaggi in treno (Laterza, 2009) ISBN 978-88-420-8883-7
- Addio al calcio. Novanta racconti da un minuto (Einaudi, 2010), ISBN 978-88-06-20479-2
- Geologia di un padre (Einaudi, 2013) ISBN 978-88-06-20339-9
- Il sangue amaro (Einaudi, collezione di poesia, 2014) ISBN 978-88-06-21845-4
- Lo sciamano di famiglia. Omeopatia, pornografia, regia in 77 disegni di Fellini (Laterza, 2015) ISBN 978-88-581-2064-4
- Le cavie: poesie, 1980-2018, Einaudi, Torino 2018
- Il commissario Magrelli, Einaudi, Torino 2018
- Exfanzia (Einaudi, 2022)
- La guerra, la pace, disegni di Alessandro Sanna, Rizzoli, Milano 2022. ISBN 9788817176538
- Proust e Céline. La mente e l'odio, Torino, Einaudi 2022, ISBN 9788806251307.

### Edizioni d'arte
- La seduta, opere originali di Max Marra, Quaderni di Orfeo, Milano, 2004
- Cave!, con un'incisione originale dell'autore, Il ragazzo innocuo, Milano, 2006
- La gabbia, opere originali di Oliana Spazzoli, Quaderni di Orfeo, Milano, 2014
- Non c'è alba, acquaforte originale di Luciano Ragozzino, Il ragazzo innocuo, Milano, 2014
- Foglio bianco, incisione originale di Giulia Napoleone, Il ragazzo innocuo, Milano, 2020

### Altri scritti
- Profilo del Dada, Lucarini, Roma 1990
- La casa del pensiero: introduzione all'opera di Joseph Joubert, Pacini, Ospedaletto, Pisa 1995
- Vedersi vedersi. Modelli e circuiti visivi nell'opera di Paul Valéry, Einaudi, Torino 2002
  - Se voir se voir. Modèles et circuits visuels dans l'oeuvre de Paul Valéry (édition revue et complétée), tradotto da Angela Ciancimino e Pascale Climent-Delteil, L'Harmattan, Parigi 2005
- Che cos'è la poesia? La poesia raccontata ai ragazzi in ventuno voci. Con CD Audio, Luca Sossella Editore, Roma 2005.
- Magica e velenosa: Roma nel racconto degli scrittori stranieri, GLF editori Laterza, Roma-Bari 2010
- Nero sonetto solubile: dieci autori riscrivono una poesia di Baudelaire, Laterza, Roma 2010
- Il violino di Frankenstein: scritti per e sulla musica, prefazione di Guido Barbieri, postfazione di Gabriele Pedullà, Le lettere, Firenze 2010
- Il Sessantotto realizzato da Mediaset: un dialogo agli inferi, Einaudi, Torino 2011
- Millennium poetry: viaggio sentimentale nella poesia italiana, Il mulino, Bologna 2015

### Traduzioni e curatele
- Paul Valéry, L'idea fissa, o Due uomini al mare, introduzione, traduzione e cura di Valerio Magrelli, Theoria, Roma, Napoli 1985
  - Il mio Faust, traduzioni di Valerio Magrelli e Giancarlo Pontiggia; con uno scritto di Giancarlo Pontiggia, SE, Milano 1992
- Paul Verlaine, La buona canzone, a cura di Valerio Magrelli, Amadeus, Maser 1986
- Claude Debussy, Il signor Croche antidilettante, a cura di Valerio Magrelli, Studio Tesi, Pordenone 1986
- Poeti francesi del Novecento
  - 1: Peguy, Claudel, Jarry, Fargue, Jacob, Supervielle, Toulet, Larbaud, Cendrars, Apollinaire, Valery, Reverdy, Jouve, a cura di Valerio Magrelli, Lucarini, Roma 1991
  - 2. Cocteau, Radiguet, Tzara, Breton, Eluard, Aragon, Soupault, Desnos, Prevert, Roussel, Artaud, Queneau, Saint-John Perse, Michaux, Char, Ponge, a cura di Valerio Magrelli, Lucarini, Roma 1991
- Roland Barthes, Dove lei non è: diario di lutto: 26 ottobre 1977-15 settembre 1979, a cura di Nathalie Léger; traduzione di Valerio Magrelli, Einaudi, Torino 2010

## Riconoscimenti
In virtù della sua attività letteraria, Magrelli ha ottenuto molti premi letterari, fra cui il Premio Laudomia Bonanni, il Premio Nazionale Letterario Pisa per la poesia, il Premio Frascati, il Premio LericiPea per l'inedito, il Premio Letterario Castelfiorentino alla carriera (2014), il Premio Feronia-Città di Fiano e il Premio Librex Montale.
Per singole opere ha conseguito:
- Premio Mondello Opera Prima[12] per Ora serrata retinae;
- Premio Viareggio per la poesia[13] per Nature e venature;
- Premio Brancati per la poesia[14], Premio Nazionale Rhegium Julii[15] per Didascalie per la lettura di un giornale;
- Premio letterario Orient-Express,[16] Premio Napoli 2004[17] per Nel condominio di carne;
- Premio SuperMondello[18], Mondello Giovani[18], Premio Selezione Campiello[19], Premio Bagutta 2014 ex aequo con "Malaspina" (Mondadori) del poeta Maurizio Cucchi,[20] per Geologia di un padre;
- Premio LericiPea per opera edita[21] per Il sangue amaro;
- Premio Dessì per la poesia[22] per Exfanzia.[23]